# Lex rei sitae
Die Lex rei sitae (lateinisch Recht der belegenen Sache) bezeichnet das Recht des Ortes, an dem sich eine Sache aktuell und physisch befindet. So wird z. B. im internationalen Privatrecht oft auf die Lage eines Grundstückes abgestellt, um zu ermitteln, nach welchem Recht dieses zu behandeln ist. Im deutschen Recht ist dies in Art. 43 Einführungsgesetz zum Bürgerlichen Gesetzbuche (EGBGB), im österreichischen Recht in § 31 IPR-Gesetz und im schweizerischen Recht in Art. 99 und Art. 100 des Bundesgesetzes über das internationale Privatrecht geregelt.
Die internationale Anerkennung und Verwendung der Situs-Regel im internationalen Sachenrecht ist in jüngster Zeit durch Abweichungsvorschläge in Frage gestellt worden. Der deutsche Gesetzgeber trägt dieser Tendenz in Art. 46 EGBGB Rechnung, indem er dort ausnahmsweise eine andere Anknüpfung zulässt.